# 다사 나들목
다사 나들목(Dasa IC)은 대구광역시 달성군 다사읍 죽곡리에 설치된 대구외곽순환고속도로의 2번 나들목이다. 건설 당시 가칭은 강창 나들목이었다.

## 역사
- 1999년 4월 20일 : 대구 4차순환선의 교차로 시설로 대구 도시계획시설 교통광장에 다사읍 죽곡리 일원을 강창 나들목으로 고시[1]
- 2014년 9월 12일 : 2020년까지 나들목 신설을 위해 대구광역시 도시계획시설 교통광장 면적 변경[2]
- 2022년 3월 31일 : 대구외곽순환고속도로 개통과 함께 다사 나들목으로 통행 개시[3]

## 구조물 정보
- 위치: 대구광역시 달성군 다사읍 죽곡리
- 영업소: 대구광역시 달성군 다사읍 대구외곽순환고속도로 4

## 접속하는 도로
- 국도 제30호선 (달구벌대로)

## 교통량 정보
| 요금소        | 통행량 (대/일) | 각주  |
| 요금소        | 2022년         | 각주  |
| ------------- | -------------- | ----- |
| 다사 (개방식) |                | [ 4 ] |